# Križna Gora (gmina Škofja Loka)
Križna Gora – wieś w Słowenii, w gminie Škofja Loka. W 2018 roku liczyła 95 mieszkańców.